# Cécile Bois

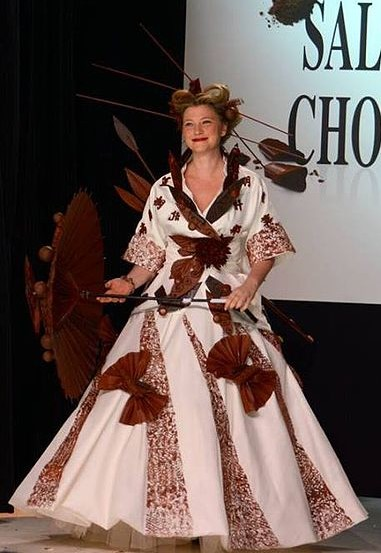
Cécile Bois w 2013, podczas pokazu mody w Salon du chocolat.

Cecile Bois (ur. 26 grudnia 1971 w Lormont) – francuska aktorka teatralna, telewizyjna i filmowa.

## Życiorys
Będąc jeszcze w liceum dołączyła do amatorskiej trupy teatralnej. W następnym roku zapisała się na Konwersatorium w Bordeaux, mając nadzieję na dołączenie do trupy Le théâtre en vrac.
W wieku 19 lat przeniosła się do Paryża po zakończeniu edukacji w 'École de la rue Blanche. Tam spotkała Chafika, który został jej agentem i pomógł jej znacznie w rozpoczęciu kariery aktorskiej. Cecile pojawiała się na przemian między teatrem, kinem (Germinal) a telewizją (Navarro).
Następnie wzięła udział w castingu do nowego spektaklu Roberta Hosseina, Angélique, marquise des anges do którego reżyser szukał aktorki  odgrywającej główną rolę Angeliki. Cécile Bois otrzymała główną rolę i odegrała  130 przedstawień w paryskim teatrze, Palais des Sports. Ten angaż przyniósł jej rozgłos, ale ona wolała nadal występować w mniej afiszujących rolach.
Wystąpiła w kilku filmach, takich jak Dakan, Ça n'empêche pas les sentiments, Lucky Punch, le montreur de boxe czy Król tańczy.
Była bohaterką  miniserialu Agata kontra Agata w 2007 roku; w 2010 roku zagrała w filmie Le Désamour (kanał France 3) Daniela Janneau, razem z Bruno Wolkowitchem i Florence Pernel.
Od 2013 roku, jest ona odtwórczynią głównej roli w serialu emitowanym na kanale France 2, Candice Renoir.

## Filmografia

### Film
- 1992: Promenades d'été, reżyseria René Ferret
- 1993: Germinal, reżyseria Claude Berri
- 1993: La Place d'un autre, reżyseria René Ferret
- 1995: Lucky Punch, le montreur de boxe, reżyseria Dominique Ladoge
- 1996: Dakan, reżyseria Mohamed Camara
- 1998: Ça n'empêche pas les sentiments, reżyseria Jean-Pierre Jackson[2]
- 2000: Król tańczy (Le roi danse), reżyseria Gérard Corbiau[3]
- 2000: Le Roman de Lulu, reżyseria Pierre-Olivier Scotto
- 2001: La Grande Vie !, reżyseria Philippe Dajoux
- 2004: Les Mots bleus, reżyseria Alain Corneau
- 2005: Une belle histoire, reżyseria Philippe Dajoux
- 2009: Trésor, reżyseria Claude Berri i François Dupeyron

### Telewizja
- 1993: Le Chasseur de la nuit, reżyseria Jacques Renard[4]
- 1995: Navarro, reżyseria Gérard Marx
- 1995: Fils de flic, reżyseria Igaal Niddam
- 1996: Les Alsaciens ou les Deux Mathilde reżyseria Michel Favart
- 1997: Une soupe aux herbes sauvages, reżyseria Alain Bonnot
- 1997: La Maison d'Alexina, reżyseria Medhi Charef
- 1998: La Femme de l'Italien, reżyseria Michaël Perrotta
- 2000: Maigret
- 2001: Zmartwychwstanie (Resurrezione) reżyseria Bracia Taviani
- 2002: Femmes de loi,
- 2003: Une place parmi les vivants reżyseria Raúl Ruiz
- 2004: Ariane Ferry reżyseria Gérard Cuq
- 2003: Je serai toujours près de toi, reżyseria Claudio Tonetti
- 2003: Joséphine, ange gardien,
- 2005: Sauveur Giordano, reżyseria Patrick Poubel
- 2005: Une famille formidable,reżyseria Joël Santoni
- 2006: Agata kontra Agata (Agathe contre Agathe), reżyseria Thierry Binisti
- 2006: Tombé du ciel, reżyseria Stéphane Kappes
- 2006: Marie Besnard, l'empoisonneuse, reżyseria Christian Faure
- 2007: Adresse inconnue, reżyseria Rodolphe Tissot
- 2007: La vie à une, reżyseria Frédéric Auburtin
- 2007: Camping Paradis (sezon 1, epizod 2), reżyseria Sylvie Ayme
- 2009: Vive les Vacances !, reżyseria Stéphane Kappes
- 2009: Aveugle mais pas trop, reżyseria Charlotte Brandström
- 2009: Alice Nevers, le juge est une femme (sezon 7, epizod 1): Stéphanie Moreau
- 2010: Le Désamour, reżyseria Daniel Janneau
- 2010: Accusé Mendès France, reżyseria Laurent Heynemann
- 2011: Merci Patron, reżyseria Pierre Joassin
- 2013–obecnie: Candice Renoir, reżyseria Christophe Douchand oraz Nicolas Picard-Dreyfuss, seria telewizyjna
- 2014: Richelieu, la Pourpre et le Sang, reżyseria Henri Helman
- 2015: Envers et contre tous, reżyseria Thierry Binisti

## Teatr
- 1990: Zapping, solitude, parloir, autor sztuki Patrick Cailleau
- 1991: Volpone, autor sztuki Jules Romains, Mise-en-scène Robert Fortune, théâtre de la Porte-Saint-Martin
- 1995: Angélique, marquise des anges, autorzy sztuki Anne i Serge Golon, Mise-en-scène Robert Hossein, palais des sports de Paris
- 2001: La Souricière, Agatha Christie, mise en scène Gérard Moulévrier, Comédie des Champs-Élysées
- 2008: Les Demoiselles d'Avignon, autor Jaime Salom, mise en scène Jean-Pierre Dravel et Olivier Macé, théâtre Rive Gauche